# Lutzsimulium simplicicolor
Lutzsimulium simplicicolor är en tvåvingeart som först beskrevs av Lutz 1910.  Lutzsimulium simplicicolor ingår i släktet Lutzsimulium och familjen knott. Inga underarter finns listade i Catalogue of Life.